# Jüdischer Friedhof (Gondorf)

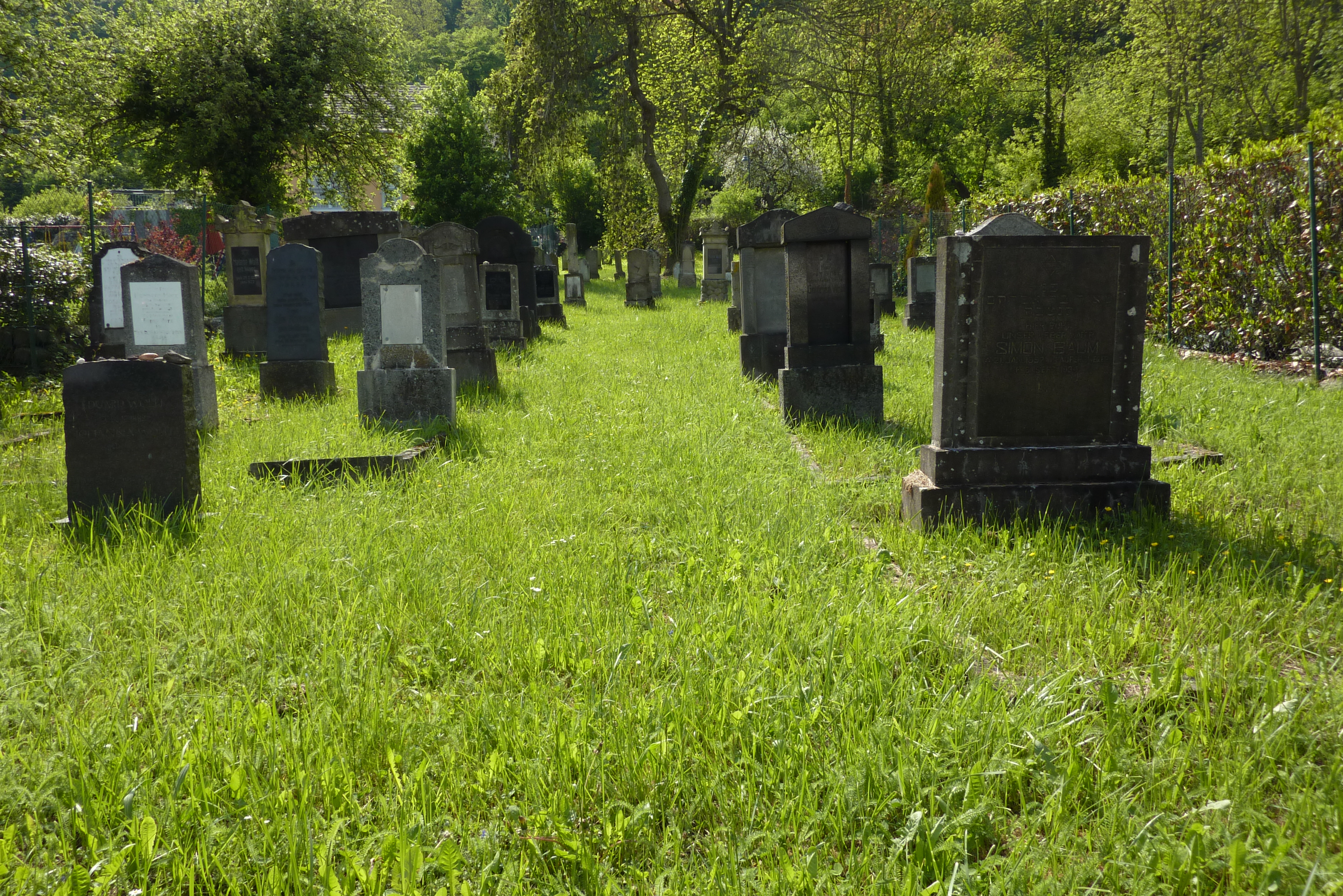
Jüdischer Friedhof in Gondorf

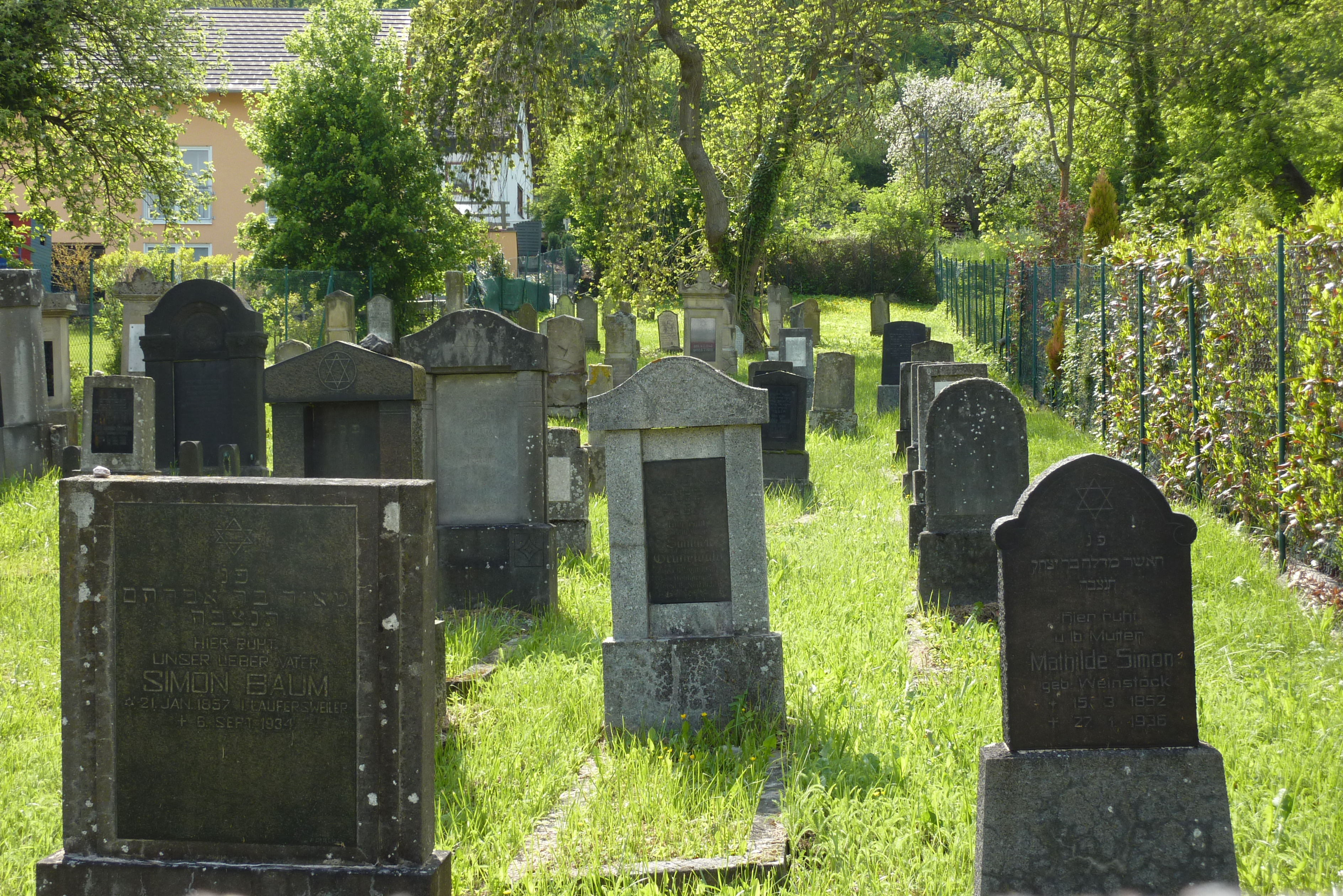
Jüdischer Friedhof in Gondorf

Der Jüdische Friedhof Gondorf ist ein jüdischer Friedhof in Kobern-Gondorf, einer Ortsgemeinde im Landkreis Mayen-Koblenz in Rheinland-Pfalz. Der Friedhof befindet sich mitten in einem Neubaugebiet in der Obermarkstraße 81. Der jüdische Friedhof ist ein geschütztes Kulturdenkmal.

## Geschichte
Für den heutigen Teilort Kobern wird erstmals 1585 ein jüdischer Friedhof genannt, dessen Lage nicht mehr bekannt ist. 
Der Friedhof auf der Gemarkung Gondorf wurde seit der Mitte des 19. Jahrhunderts bis 1938 belegt. Heute sind noch 64 Grabsteine (Mazewot) auf dem 10,58 Ar großen Friedhof vorhanden. Der Friedhof gehört zur Jüdischen Kultusgemeinde Koblenz.